# Łoszany (obwód miński)
Łoszany (biał. Лашаны, ros. Лошаны) – agromiasteczko na Białorusi, w obwodzie mińskim, w rejonie mińskim, w sielsowiecie Łoszany.
W miejscowości znajduje się kompleks historyczno-kulturalny Linia Stalina.